# Láz (élettan)

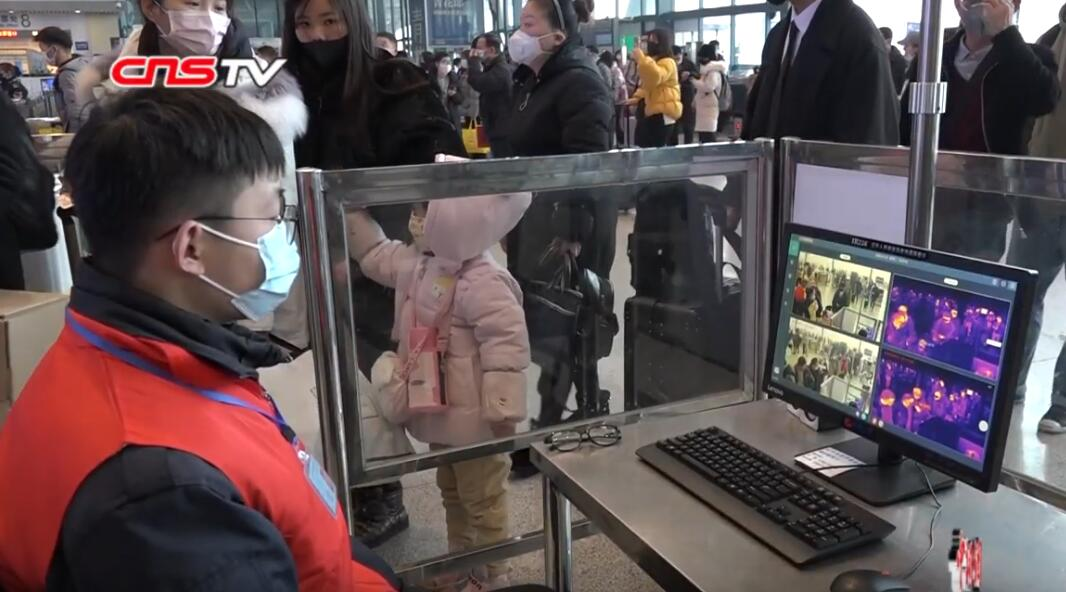
A Covid19-pandémia kitörése után hőkamerákkal szűrik a vuhani vasútállomás magasabb testhőmérsékletű utasait

A láz (latinul febris, görögül pyrexia) tünet, a testhőmérséklet rendellenes emelkedése. Ellentéte az alacsony testhőmérséklet, a hipotermia. A normál emberi testhőmérséklet 36-37 °C, hónaljban mérve.
Az agyban a hipotalamusz „hőközpontja” okozza, mely a hőtermelés-hőleadás arányt átmenetileg megváltoztatja. A hipotalamusz megváltozott érzékenységét a kórokozók ellen védekező fehérvérsejtekből felszabaduló pirogén nevű anyag váltja ki. Amikor a láz felmegy, a bőr erei összehúzódnak (lúdbőrösség), izomremegés kezdődik fázás (borzongás, hidegrázás) kíséretében. A láz tetőpontján a fázás megszűnik, a bőr kipirul, a hőtermelés/hőleadás arány magasabb szinten stabilizálódik. A magasabb testhőmérséklet fenntartására a vérkeringés gyorsul, a pulzus szaporább lesz. A láz tartós fennállása a szervezetet megterheli, különösen a szívbetegségben szenvedőkét. Ha a gyógyulás során vagy a lázcsillapítás miatt a hőközponti szabályozás visszatér a megszokott mederbe, a szervezet nagyobb hőleadással állítja be újra a normális testhőmérsékletet, kipirulás, bőséges izzadás lép fel. Az izzadás jelentős folyadék- és sóveszteséggel járhat, amit pótolni kell a kiszáradás és a sokkveszély elkerülésére.
A különböző betegségekben jellegzetes lázmenetet lehet kimutatni, ezért a betegellátás során a kórházakban lázlapot vezetnek. Egyes nézetek szerint a láz a gyógyulás szempontjából hasznos reakció, mások a lázcsillapításra törekszenek a szervezet erőtartalékainak kímélése érdekében.

## Normál testhőmérséklet és láztartomány

A láztartomány felnőtt embernél 38–41 °C

| Faj      | Normál testhőmérséklet / °C | Láztartomány / °C |
| -------- | --------------------------- | ----------------- |
| Ember    | 36,0–37,9                   | 38–41             |
| Ló       | 37,5–38,2                   | 38,3–39,3         |
| Kutya    | 38,1–39,2                   | 39,3–42,2         |
| Macska   | 38,0–39,0                   | 39,4–40,9         |
| Disznó   | 39,3–39,9                   | 40,5–41,1         |
| Patkány  | 37,9–38,2                   | 38,6–39,4         |
| Egér     | 36,5–37,2                   | 37,8–39,3         |
| Galamb   | 39,7–40,7                   | 41,0–41,5         |
| Gyík     | 34,0–37,0                   | 39–42             |
| Béka     | 25–28                       | 35–39             |
| Aranyhal | 27,9 (középérték)           | 32,7 (középérték) |

## Okai
Okozhatják fertőző betegség, daganatok, autoimmun betegség, allergia, erős testmozgás, napfürdőzés, kiszáradás, az agy vagy a hipotalamusz sérülése, de lehetnek pszichés okai is. Előfordulhat, hogy nem találják a láz okát; ez az ismeretlen eredetű láz (FUO). Ez rendszerint több hétig is fennáll, és különböző bizonytalan tünetek kísérik, például étvágytalanság, sápadtság, fáradtság. Gondos vizsgálatokkal a legtöbb esetben az ismeretlen ok is felderíthető.

## Mérése

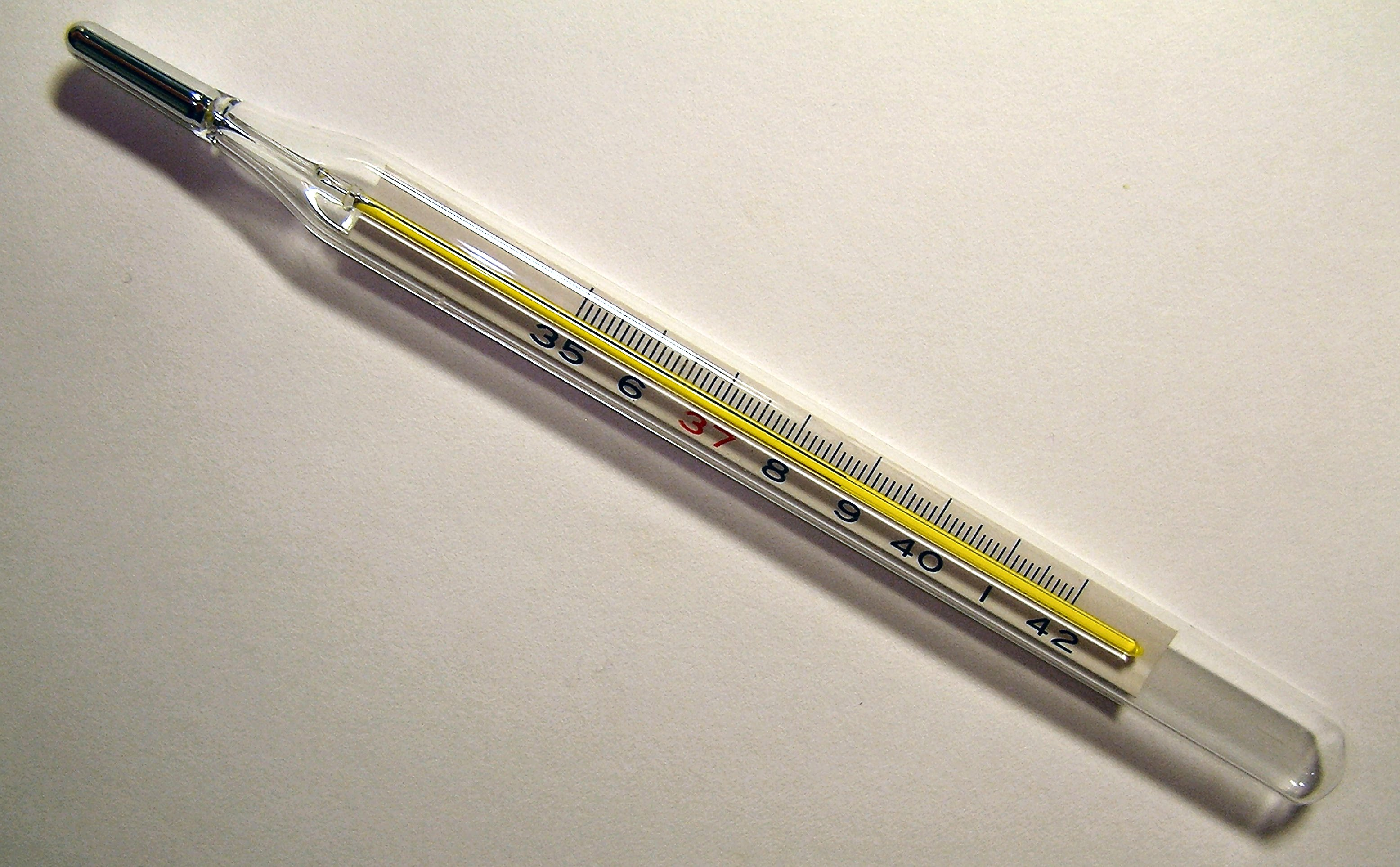
Analóg lázmérő 38,7 °C-on

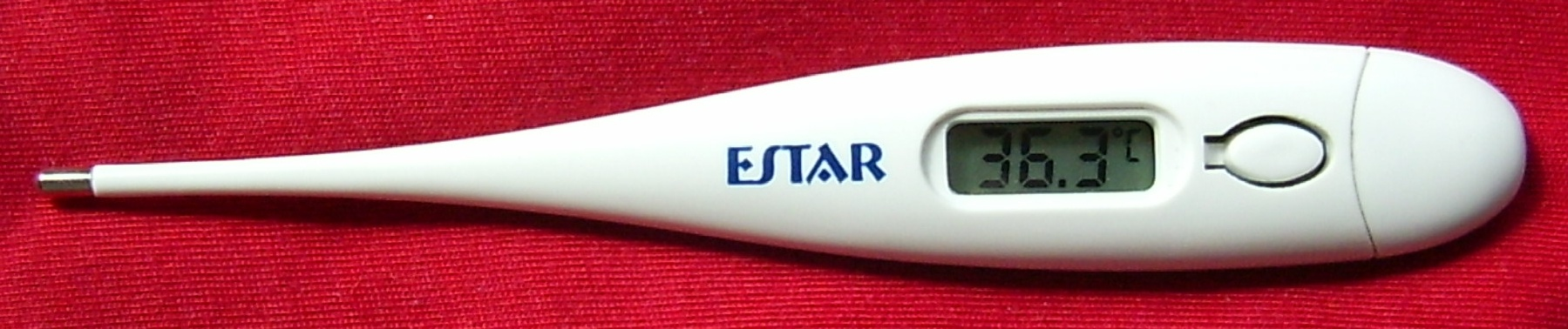
Digitális kijelzésű lázmérő 36,3 °C-on

Ha a páciens lázgyanús, testének hőmérsékletét egy orvosi hőmérő (lázmérő) segítségével megmérik. Első megközelítésben lázról/hőemelkedésről akkor beszélhetünk, ha
- a hónaljban mért hőmérséklet eléri vagy meghaladja a 37,2 °C-ot.
- a szájban mért hőmérséklet eléri vagy meghaladja a 37,5 °C-ot
- a végbélben (rektálisan) mért hőmérséklet eléri vagy meghaladja a 38 °C-ot

## Láz mérése és értelmezése
A testhőmérséklet mérése az egyik legalapvetőbb és leggyakrabban alkalmazott diagnosztikai eljárás a láz észlelésére. A láz objektív megállapítása nemcsak az orvosi diagnózist, hanem az otthoni betegmegfigyelést is támogatja, különösen gyermekek, idősek vagy krónikus betegek esetében. A mérés eredményességét számos tényező befolyásolja: az alkalmazott eszköz típusa, a mérés helye, a mérés időpontja, valamint a beteg életkora és állapota.
A testhőmérséklet különböző testtájakon történő mérése más és más értékeket ad. A legmegbízhatóbb eredményt a rektális (végbélen keresztüli) mérés adja, ahol az eszköz közvetlenül a test belső hőmérsékletét érzékeli. Ezzel szemben a hónaljban (axillárisan) vagy a szájban (orálisan) mért hőmérséklet akár 0,3–1,5 °C-kal is alacsonyabb lehet, ezért az értelmezéshez figyelembe kell venni az alkalmazott módszert. Az infravörös, érintés nélküli eszközök – például a homloklázmérők – gyors és higiénikus mérést tesznek lehetővé, de különösen kisgyermekeknél (5 éves kor alatt) gyakran adnak pontatlan vagy ingadozó értékeket.
A lázmérők fő típusai a következők:
- Analóg, higanymentes hőmérők, amelyek galliumötvözetet használnak, pontos, de lassú mérést tesznek lehetővé (3–5 perc)

- Digitális érintéses lázmérők, amelyek gyorsan és megbízhatóan mérnek, kijelzővel ellátva

- Fülhőmérők (tympanikus), melyek infravörös érzékelővel a dobhártya körüli hőmérsékletet mérik, ez közel áll az agyi maghőmérséklethez

- Homloklázmérők (infravörös, érintés nélküli), amelyek a bőr felszíni hőmérsékletéből következtetnek a test belső hőmérsékletére

A fül- és homloklázmérők előnye a gyorsaság és kényelem, de hátrányuk a külső tényezőkkel (verejtékezés, légmozgás, bőr szennyezettsége) szembeni érzékenység. Ezeknél az eszközöknél gyakori javaslat, hogy a mérést legalább háromszor végezzék el, és a legmagasabb értéket tekintsék irányadónak.
A testhőmérséklet értelmezésekor figyelembe kell venni a napszakot, a fizikai aktivitást, a beteg életkorát, a hormonális ciklust (pl. nőknél) és az aktuális környezeti hőmérsékletet is. A normál testhőmérséklet 36–37 °C között tekinthető fiziológiásnak, de ez rektális mérésnél elérheti a 37,5–38 °C-ot is. A csecsemők testhőmérséklete az éretlen hőszabályozás miatt gyorsabban változhat, náluk 38 °C felett beszélhetünk lázról. Felnőtteknél 37,5–38 °C hőemelkedésnek, 38 °C felett láznak számít, míg 39 °C felett már magas lázról beszélünk.
A mérési eredmények megbízhatóságának érdekében a lázmérőt minden használat előtt és után tisztítani kell, rektális méréshez síkosítóval kell előkészíteni, és minden esetben a megfelelő mérési időtartamot kell betartani. A digitális eszközök általában sípolással vagy kijelzőn jelzik a mérés végét.
A mérés helytelen technikája, az eszköz hibás használata, illetve a mért adatok félreértelmezése könnyen ál-láz (álpozitív) vagy ál-negatív eredményhez vezethet, ami felesleges aggodalomhoz, rossz terápiás döntéshez vagy késedelmes orvosi ellátáshoz vezethet. A testhőmérséklet értékelése tehát nem önmagában, hanem a beteg általános állapotának és tüneteinek kontextusában történjen.

## Lázmenetek
Egyes betegségek felismerhető lázmenettel rendelkeznek. A maláriában a lázas-láztalan periódusok követik a kórokozó néhány napos szaporodási ciklusát (visszatérő láz). A tüdőgyulladás állandó lázzal jár, ami néhány nap után oldódik. Szepszis esetén, azaz ha a baktériumok betörnek a vérkeringésbe, a lázgörbe szabálytalan, nagy ingadozásokat mutat, ez a szeptikus láz.

## Mechanizmusa
A testhőmérsékletet a hipotalamusz szabályozza. A testhő két módon változhat meg. Egyrészt – hasonlóan a lakás hőmérsékletét szabályozó termosztáthoz – a test hőmérsékletének a (hónaljban mért) „célértéke” (36,5 °C); ha ettől az értéktől eltér a test ehhez tartozó belső hőmérséklete – pontosabban a vér hőmérséklete, mert a hipotalamusz ezt tudja érzékelni –, beindulnak azok a folyamatok, amik a testhőt a célértékre visszaállítják. Ez történik, ha kánikulában kimelegszünk, vagy télen fázunk.
A második esetben a célérték állítódik el (általában magasabb szintre): ez történik fertőzéses betegségek esetén. Rendszerint a kórokozó által termelt anyagok, illetve az immunrendszer által a kórokozó jelenlétére kibocsátott hírvivők képesek a célértéket magasabbra állítani. A lázcsillapító gyógyszerek többnyire ezeknek az anyagoknak a termelését gátolják meg.
Tegyük fel, hogy a célérték fertőzés következtében 40 °C-ra nőtt. Kezdetben a testben 36,5 °C uralkodik, tehát a hipotalamusz úgy érzékeli, hogy csökkentenie kell a hőveszteséget, hogy ezt a 40 °C-ot elérje. Ezért a láz kezdetén az ember sápadt, nem verítékezik, didereg, meleg helyet keres, aluszékony, ezek a mechanizmusok mind segítik a testhő emelését. Ha a célérték normál szintre áll vissza, a helyzet fordított, a test ilyenkor túl meleg, le kell hűteni, ezért kezdünk el izzadni, kipirulni, hűvös helyet keresünk, ilyenkor a láz csökken.

## A láz haszna
Nincs közmegegyezés orvosi körökben a láz hasznos vagy káros voltáról. Egyes meleg vérű gerinceseken és embereken in vivo végzett kutatások azt sugallják, hogy a láz elősegíti a szervezet fertőzésekből vagy más súlyos betegségekből való felépülését. Elméletileg a láz az evolúció során azért maradt fenn, mert előnyt biztosít az egyed számára. Az bizonyos, hogy egyes immunválaszok felgyorsulnak a magasabb hőmérsékleten, egyes szűk hőmérséklet-preferenciájú patogének pedig lefékeződhetnek. A végkövetkeztetés úgy tűnik az, hogy mind a láz agresszív kezelése, mind a hőmérséklet kontrolljának teljes hiánya káros lehet. Ezért minden esetnél egyénileg kell elbírálni, mi a jó megoldás.
A láz bizonyos mértékben azért is hasznos lehet, mert olyan magas hőmérsékletre viszi fel a szervezetet, ami egyes kórokozók számára elviselhetetlen lehet. A fehérvérsejtek magasabb hőmérsékleten gyorsabban szaporodnak, ami szintén segíthet a betegség leküzdésében.
A láztól való indokolatlan félelmet az orvosi szakirodalomban lázfóbia névvel jelölik. Az utóbbi 20 évben a világ számos országában (például Kanadában, Hollandiában) már egyáltalán nem javasolják a láz csillapítását, vagy csak a közérzet javítása céljából.

## Lázgörcs
Korábban azt gondolták, hogy a láz lázgörcsöt idézhet elő, ami sápadsággal, a száj elkékülésével, az izmok megfeszülésével és rángatózással jár. A 90-es évek kutatásai azonban igazolták, hogy lázcsillapítással a lázgörcs nem előzhető meg. Habár hasonlít az epilepsziás rohamra, az esetek többségében 6 éves kor után nem jelentkezik többé. Máskor azonban lehet az első tünete epilepsziás betegségnek. Időtartama néhány másodperctől percekig terjed; ritka az olyan lázgörcs, ami elég hosszú ideig tart ahhoz, hogy agykárosodást okozzon. Gyerekeknél gyakori, a három-négy évesek között 3%. Segíthet a stabil oldalfekvés, és a sérülésveszélyes kemény és hegyes tárgyak eltávolítása. 5 percnél hosszabb lázgörcs esetén mentőt kell hívni. Ha rövidebb, akkor is meg kell beszélni orvossal a további teendőket.

## Csillapítása
A lázat nem feltétlenül szükséges csillapítani. A láz fontos tünete annak, hogy valami kóros folyamat zajlik a testben, és segíthet a diagnózis során is. Ráadásul, nem minden láz fertőzéses eredetű.
Ha a láz megszüntetése nem is indokolt, a páciens megfelelő folyadékellátásáról akkor is gondoskodni kell, mivel a láz okozta kiszáradás veszélyesebb lehet, mint a láz maga. A folyadékpótlás leggyakrabban vízzel történik, de az alacsony nátriumionszint (hyponatremia) kialakulásának veszélye miatt sportitalok, vagy a direkt erre a célra kifejlesztett italok is fogyaszthatók.
A legtöbben azért vesznek be lázcsillapítót, mert a tüneteket kényelmetlennek találják. A láz megnöveli a pulzust, felgyorsítja az anyagcserét, így potenciálisan megnöveli az idősebb, szívbeteg stb. páciensek terhelését, akár deliriumot is okozhat. Épp ezért, a lehetséges előnyöket össze kell mérni a kockázati tényezőkkel ezeknél a betegeknél. Mindazonáltal, a lázat feltétlenül kontrollálni kell azokban az esetekben, amikor az igen magas láz (hyperpyrexia) fellépése miatt a szövetek is károsodhatnak.
A láz csillapítása során általában az agyban lévő termosztát alacsonyabb hőmérsékletre  állítása fő cél, de ezzel együtt a fölös hőmennyiség levezetéséről is gondoskodni kell. Az előbbi lázcsillapító szerekkel (szalicilsav és származékai, paracetamol, ibuprofen) érhető el. A hőleadás növelése elsősorban könnyű ruházat és vékony takaró alkalmazásával, esetleg borogatással történhet (homlokra, végtagokra helyezett nedves törülköző). A test nagyobb felületű hűtésére alkalmas a priznic (az egész testre adott állottvizes borogatás) vagy a hűtőfürdő, amelyeket azonban a gyerekek nagy része kellemetlennek tart. Ezért a hűtést a fejlett orvoslással rendelkező országokban , mint Kanada, Hollandia, Egyesült Királyság már évtizedek óta nem ajánlják. A túl hideg víz alkalmazása, egyes nézetek szerint a bőrerek összehúzódását okozva, akár csökkentheti is a hőleadást. Ennek valószínűleg nincs gyakorlati jelentősége, tekintve, hogy a tapasztalat és a fizikai lázcsillapítás tudományos vizsgálata is a módszert kellően eredményesnek találta. 
A gyógyszeres lázcsillapításnak lehetnek mellékhatásai, melyek rendszeresen, s nem kis számban (elsősorban dózistévesztés miatt) világszerte okoznak halálos kimenetelű komplikációkat.